# HMS Caesar (1793)
Pour les autres navires du même nom, voir HMS Caesar.
Le HMS Caesar est un vaisseau de ligne, armé de 80 canons, en service dans la Royal Navy durant les guerres de la Révolution française et les guerres napoléoniennes.

## Conception et construction
Les HMS Caesar est conçu par Edward Hunt et reste le seul navire de sa classe. Il est commandé en novembre 1783 et construit par le chantier naval de Plymouth à partir du 24 janvier 1786. Le navire est lancé le 16 novembre 1793.
Le vaisseau est long de 181 pieds (soit environ 55 m), large de 51 pieds et 3 pouces (soit environ 16 m) et son tirant d'eau est de 22 pieds et 4 pouces (soit environ 6,8 m). Le vaisseau est armé de 30 canons de 32 livres sur le pont-batterie principal, de 32 canons de 24 livres sur le pont-batterie supérieur, de 14 canons de 9 livres sur la dunette et 4 canons de 9 livres sur le gaillard d'avant, soit 80 canons totalisant 1 178 livres.

## Service actif

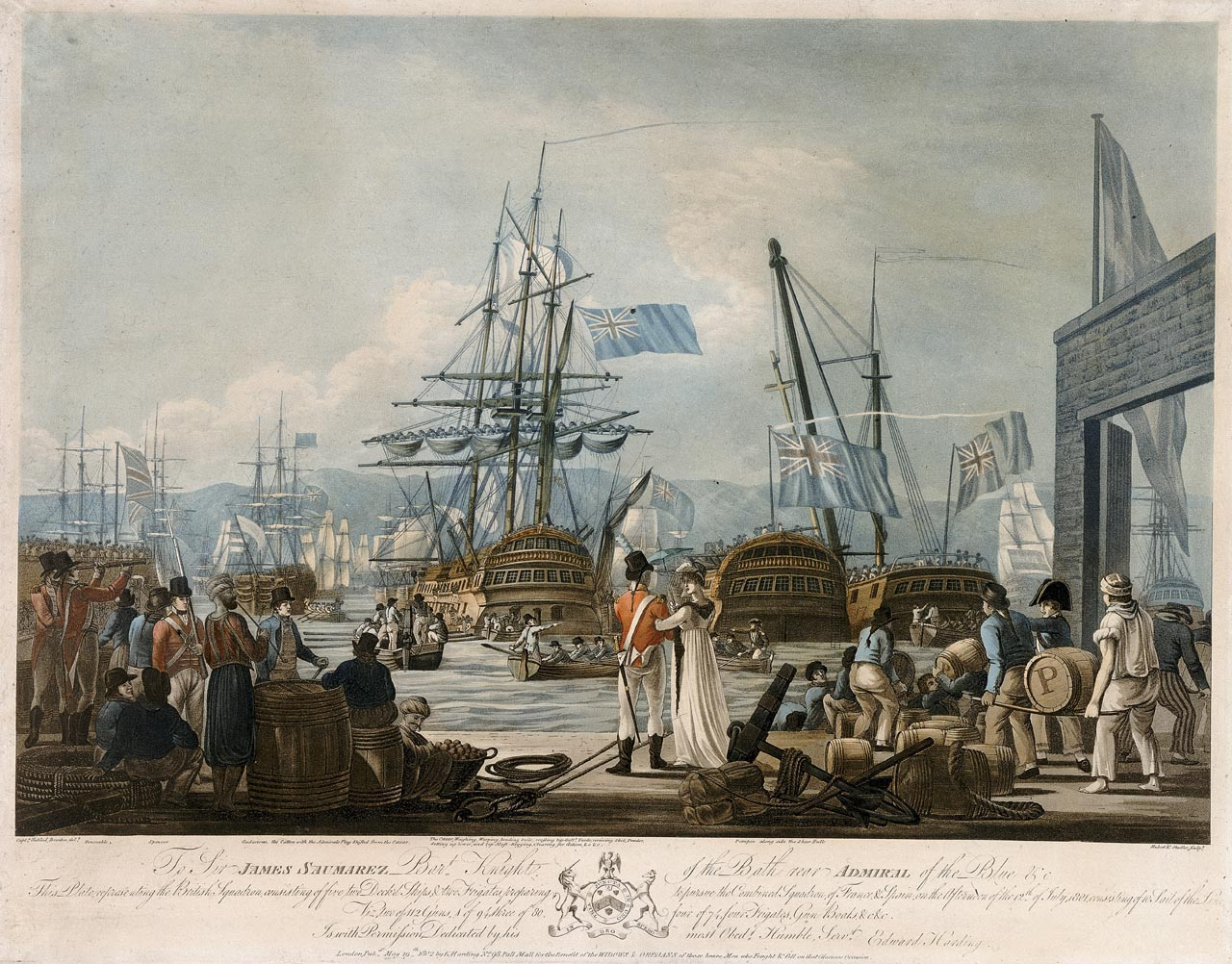
HMS Caesar

Peu de temps après sa mise en service, le HMS Caesar participe à la bataille du 13 prairial an II au sein de la flotte de l'amiral Richard Howe.
En 1801, le HMS Caesar, commandé par le capitaine Jahleel Brenton, porte la marque du contre-amiral James Saumarez lors des deux batailles d'Algésiras. Il est sérieusement endommagé lors du premier engagement.
En 1805, le HMS Caesar est le navire-amiral du capitaine Strachan au sein de la division qui, le 4 novembre, intercepte les quatre vaisseaux français du contre-amiral Dumanoir lors de la bataille du cap Ortegal. 
En 1809, le HMS Caesar est employé au blocus des ports français de l'Atlantique. Avec les HMS Defiance et Donegal et deux frégates, il affronte 3 frégates détachées de la division du capitaine de vaisseau Troude lors de la bataille des Sables-d'Olonne. En avril, il est à la tête des vaisseaux anglais escortant les brulots lancés sur la flotte française lors de la bataille de l'île d'Aix.

## Dernières années
En 1814, le HMS Caesar est transformé en dépôt. Il est finalement démoli en 1821.